# Comisión de Actividades Infantiles 2011-2012

## Rosa
| N. |                      | Ruolo | Calciatore          |
| -- | -------------------- | ----- | ------------------- |
| 1  | Argentina (bandiera) | P     | Emanuel Trípodi     |
| 2  | Argentina (bandiera) | D     | Sebastián Bartolini |
| 3  | Argentina (bandiera) | D     | Emanuel Morales     |
| 4  | Argentina (bandiera) | D     | Eduardo Casais      |
| 5  | Argentina (bandiera) | C     | Marcos Rivadeneira  |
| 6  | Argentina (bandiera) | D     | Pablo De Miranda    |
| 7  | Argentina (bandiera) | A     | Matias JAra         |
| 8  | Argentina (bandiera) | C     | Ricardo Chavarri    |
| 9  | Argentina (bandiera) | A     | Mauro Villegas      |
| 10 | Argentina (bandiera) | C     | Martín Rolle        |
| 11 | Argentina (bandiera) | C     | Luis Vidal          |
| 12 | Argentina (bandiera) | P     | Daniel Sciutti      |
| 13 | Argentina (bandiera) | D     | Gustavo Caamaño     |
| 14 | Argentina (bandiera) | D     | Alejandro Manchot   |

| N. |                      | Ruolo | Calciatore        |
| -- | -------------------- | ----- | ----------------- |
| 15 | Argentina (bandiera) | C     | Walter Bustos     |
| 16 | Argentina (bandiera) | C     | Matías Porcari    |
| 17 | Argentina (bandiera) | A     | Armando Piñero    |
| 18 | Argentina (bandiera) | A     | Franco Asencio    |
| 19 | Argentina (bandiera) | D     | Emiliano Yocco    |
| 20 | Argentina (bandiera) | C     | Leonardo Gil      |
| 21 | Argentina (bandiera) | C     | German Caceres    |
| 22 | Argentina (bandiera) | C     | Diego Romero      |
| 23 | Argentina (bandiera) | P     | Jose Alcain       |
| 24 | Argentina (bandiera) | D     | Di Paola Franco   |
| 25 | Argentina (bandiera) | A     | Matias Castro     |
| 26 | Argentina (bandiera) | D     | Carlos Amado      |
| -  | Argentina (bandiera) | P     | Gastón Ciaccaglia |
| -  | Argentina (bandiera) | C     | Lucas Villafáñez  |